# Francisco Parreño Granados
Francisco Parreño Granados (Còrdova, 16 de juny de 1949) és un exfutbolista espanyol de la dècada de 1970 i posteriorment entrenador.

## Trajectòria
Nascut a Andalusia, la seva carrera esportiva transcorregué majoritàriament a clubs del País Valencià. Es formà al futbol base del Reial Betis, però debutà en categoria absoluta a l'Hèrcules CF a tercera divisió el 1968. Amb el mateix club ascendí i debutà a segona divisió la temporada 1970-71. L'any 1971 fitxà pel RCD Espanyol, però no arribà a disputar partits oficials, essent cedit al Girona FC i al CF Badalona. La temporada següent fitxà pel Rayo Vallecano a segona divisió. Després jugà dos anys al CE Alcoià a tercera divisió, i al Recreativo de Huelva, novament a segona. Acabà la seva carrera com a futbolista novament al CE Alcoià i al CF Gandia.
Un cop retirat, començà la seva carrera d'entrenador al CE Alcoià. A les comarques valencianes també entrenà equips modestos com el Rayo Ibense, Ontinyent CF, CD Eldenc, CF Gandia i Llevant UE B. La màxima categoria en la qual entrenà fou segona divisió B, on dirigí nombroses entitats, com per exemple el Gimnàstic de Tarragona, FC Cartagena, Córdoba CF, CD Mensajero, Real Avilés, Águilas CF, Talavera CF i AD Alcorcón